# Viktoria Schnaderbeck
Viktoria Schnaderbeck, née le 4 janvier 1991 à Graz, est une ancienne footballeuse internationale autrichienne qui a évolué au poste de milieu de terrain. Elle a été capitaine de son équipe nationale.

## Biographie

### En club
Viktoria Schnaderbeck commence le football au TSV Kirchberg an der Raab à l'âge de sept ans, puis au LAZ Weiz, avant de s'engager au LUV Graz en 2006.
Elle signe au Bayern Munich en 2007, en jouant d'abord pour l'équipe réserve, avec laquelle elle monte en deuxième division. C'est lors de la saison 2010-2011 que Viktoria joue ses premiers matchs avec l'équipe première, avec laquelle elle gagne une coupe d'Allemagne en 2012 et deux championnats d'Allemagne, en 2015 et 2016. Le 18 octobre 2015, elle fête son centième match en première division allemande.
Elle s'engage à Arsenal FC en 2018 et gagne le championnat anglais dès sa première année (saison 2018-2019). Le 27 janvier 2022, elle est prêtée à Tottenham Hotspur.

### En sélection
Viktoria Schnaderbeck commence sa carrière internationale avec les U-19 autrichiennes en 2006 et est appelée chez les A dès l'année suivante en jouant son premier match le 5 mai 2007 contre la Pologne.
Elle obtient le brassard de capitaine le 2 juin 2013 contre la Slovénie et inscrit son premier but seize jours après contre l'Irlande. En mars 2016, elle remporte avec l'Autriche le Tournoi de Chypre pour sa première participation. L'Autriche termine 2e du groupe 8 pour les qualifications à l'Euro 2017, se qualifiant ainsi pour la première fois à un tournoi majeur, l'Euro 2017. L'Autriche va loin dans ce tournoi, mais perd en demi-finale face au Danemark.
Elle annonce sa retraite en août 2022, après le Championnat d'Europe en Angleterre, évoquant des problèmes physiques récurrents au genou. Elle a seulement 31 ans.

## Palmarès

### En club
- Bayern Munich rés.
  - Championne d’Allemagne de troisième division (Division Sud) en 2009

- Bayern Munich
  - Championne d’Allemagne en 2015 et 2016
  - Vainqueure de la Coupe d’Allemagne en 2012
  - Vainqueure de la Coupe Bundesliga en 2011

### En sélection
- Équipe d'Autriche
  - Vainqueure du Tournoi de Chypre en 2016

## Vie privée
Son frère David et sa cousine Paula ont joué pour le Sturm Graz et Viktoria est la cousine du footballeur Sebastian Prödl.
Viktoria Schnaderbeck fait son coming-out en décembre 2019, révélant son homosexualité, via la photo d'un baiser sur Instagram.